# Augusto de Castilho
 Augusto Vidal Barreto e Noronha, Vicomte de Castilho (né le 10 octobre 1841 à Lisbonne et mort le 30 mars 1912 à Lisbonne) était un militaire, homme politique et diplomate portugais, 67e Gouverneur du Mozambique de juillet 1885 à mars 1889.
Alors gouverneur il développe l’action administrative, militaire et diplomatique. Il réprime la révolte des Bongas au Zambèze. Envoyé au Brésil, comme médiateur entre Floriano Peixoto et Saldanha da Gama, il retient ce dernier sur son bateau. Il se dirige vers Montevideo, afin de se soustraire à la demande conjointe du Portugal et du Brésil, de remettre les insurgés et Saldanha da Gama.